# Храм Гурия, Самона и Авива (Муром)
Храм мучеников Гурия, Самона и Авива — храм в Муроме, построен в середине XIX века мещанином Гурием Синцовым в честь избавления от чумы и холеры. Входит в состав Муромского благочиния Муромской епархии Русской православной церкви. В храме находится образ Ильи Муромца с частицей его мощей.

## История
Храм основан в 1844 году. Предание гласит, что во времена высокой смертности от чумы и холеры, житель Мурома Гурий Сенцов дал Господу обет. Он пообещал, что построит храм, если Господь спасет от этих болезней его семью. Никто из семьи Сенцова не заболел.
Небольшая кирпичная одноглавая одноапсидная кладбищенская церковь в псевдорусском стиле. Пояс карниза украшен резными элементами. Была приписана к Троицкому монастырю. После революции закрыта, отдельно стоявшая колокольня сломана.
Храм вновь начал функционировать вновь в 1992 году.